# Roscoe, Illinois
Roscoe är en ort (village) i Winnebago County, i delstaten Illinois, USA. Enligt United States Census Bureau har orten en folkmängd på 10 738 invånare (2011) och en landarea på 26,8 km².